# Pléguien
Pléguien is een gemeente in het Franse departement Côtes-d'Armor (regio Bretagne). De plaats maakt deel uit van het arrondissement Saint-Brieuc. Pléguien telde op 1 januari 2022 1.440 inwoners.

## Geografie
De oppervlakte van Pléguien bedroeg op 1 januari 2022 15,48 vierkante kilometer; de bevolkingsdichtheid was toen 93 inwoners per km².
De onderstaande kaart toont de ligging van Pléguien met de belangrijkste infrastructuur en aangrenzende gemeenten.

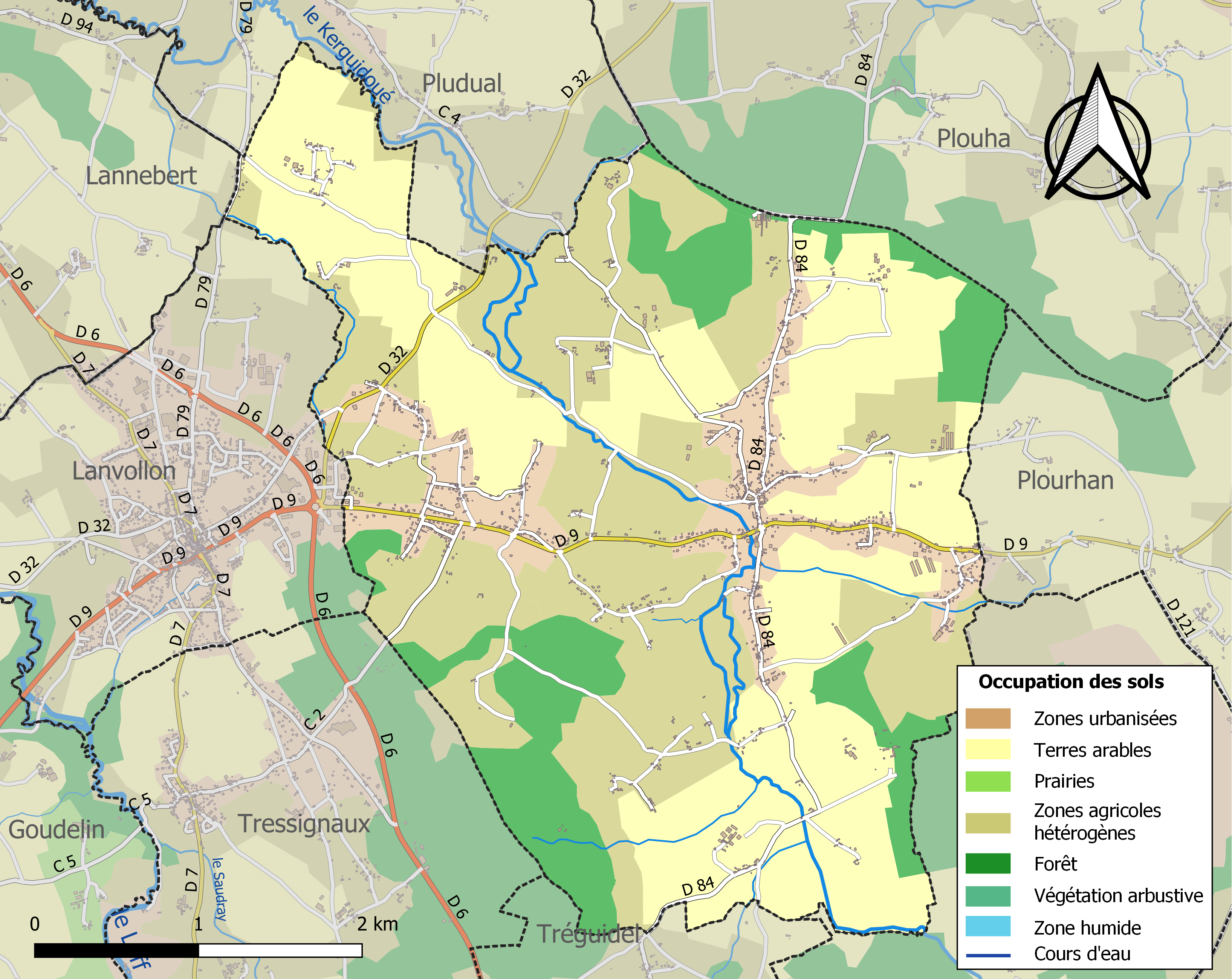

## Demografie
Onderstaande figuur toont het verloop van het inwonertal (bron: INSEE-tellingen).